# Jim Jones (raper)
Jim Jones, właściwie Joseph Guillermo Jones II (ur. 15 lipca 1976 w Nowym Jorku) –
czarnoskóry raper należący do grupy hip-hopowej The Diplomats, znanej również jako Dipset. Wspólnie z Cam'ronem i Juelzem Santana założył wytwórnię muzyczną The Diplomats Records, której jest głównym menadżerem.

## Kariera
Najbardziej znanymi singlami z albumu „On My Way to Church” były „Ceritifield Gangsta” z The Game'em i „Crunk Music” z Juelzem Santana i Cam'ronem. Album „Harlem: The Diary of a Summer” promowany był singlami „Baby Girl”, „Summer Wit Miami” i „What You Been Drankin' On”. „Hustler’s P.O.M.E.” był największym osiągnięciem Jonesa z hitem „We Fly High”. Zadebiutował na 5. miejscu listy Billboard.
Popadł on w konflikty z takimi raperami jak Jay-Z, 50 Cent, Tru Life, Loon, Nas oraz Mase. Konflikty z 50 Centem i Mase'em były spowodowane przez Cam'rona, ale lojalny Jimmy również się przyłączył wspierając przyjaciela.
Dnia 5 kwietnia, 2011 roku ukazał się piąty album Jima pt. Capo.

## Dyskografia
- On My Way to Church (2004)
- Harlem: The Diary of a Summer (2005)
- Hustler’s P.O.M.E. (Product of My Environment) (2006)
- Pray IV Reign (2009)
- Capo (2011)